# チンダル現象

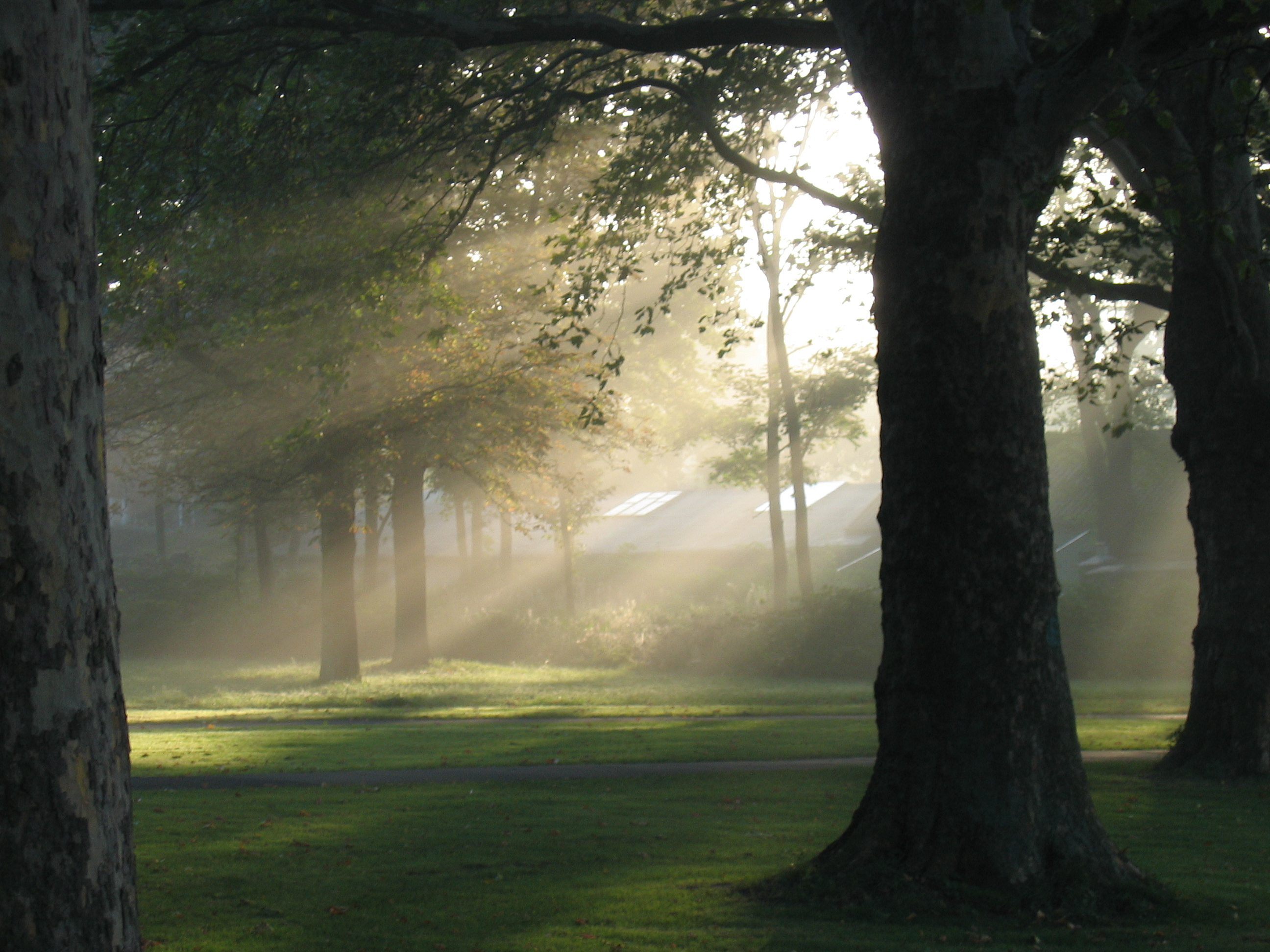
チンダル現象の例

チンダル現象（チンダルげんしょう、英: Tyndall effect, Tyndall scattering）は、光の特性によって起こる物理化学的現象の一つ。分散系に光を通したときに、光が主にミー散乱によって散乱され、光の通路がその斜めや横からでも光って見える現象を言う。
19世紀にイギリスの物理学者ジョン・ティンダルによって発見されたため、この名がある。
太陽が雲に隠れているときに雲の切れ間あるいは端から光が漏れ、光線の柱が放射状に地上へ降り注いで見える薄明光線は身近なチンダル現象の一種である。
ミー散乱の強度は粒子径と波長がほぼ等しいときに最大となり、光の入射方向より特に前方側に多く散乱する特徴がある。ミー散乱の強度は波長に特に依存しないので、太陽光の場合は白っぽく見えることになる。